# Steven Morales
Steven Morales Crespo (San Juan, 7 aprile 1992) è un pallavolista portoricano, nel ruolo di centrale.

## Carriera

### Club
La carriera di Steven Morales inizia nei tornei scolastici portoricani, prima di entrare a far parte del settore giovanile dei Vaqueros de Bayamón.
Nella stagione 2010, appena diciassettenne, fa il suo esordio da professionista nella Liga de Voleibol Superior Masculino con la maglia dei Plataneros de Corozal, raggiungendo le finali scudetto e venendo premiato come miglior esordiente del campionato. Nel campionato 2011-12 approda ai Mets de Guaynabo, dove gioca per due annate e raggiunge ancora una finale scudetto, per essere ingaggiato nel campionato 2013-14 dai Caribes de San Sebastián, che lascia nel campionato seguente per vestire la maglia dei Patriotas de Lares.
Nel gennaio 2016 viene ingaggiato all'estero dalla formazione bulgara del Levski Bool di Sofia; tuttavia a causa di motivi burocratici non scende mai in campo col club, tornando a calcare i campi di pallavolo solo un mese dopo col Blat in Libano. Nel campionato 2016-17 gioca invece in Repubblica Ceca con l'Odolena Voda, ma lascia il club dopo un breve periodo, terminando così l'annata in Libia con l'Alittihad Misurata.
Nella stagione 2017 torna a Porto Rico, giocando nuovamente per i Mets de Guaynabo. Fa quindi ritorno in Repubblica Ceca per il campionato 2017-18, sempre all'Odolena Voda, dove però resta solo fino a gennaio, tornando in seguito ai Mets de Guaynabo per la LVSM 2018 e conquistando lo scudetto, bissato anche nell'edizione seguente del torneo. 
Dopo un periodo di inattività, gioca negli Stati Uniti d'America, impegnato nella NVA 2021 con gli LA Blaze. In seguito è nuovamente in patria per prendere parte alla Liga de Voleibol Superior Masculino dal 2021 coi Caribes de San Sebastián. In seguito partecipa alla NVA 2023 coi Puerto Rico Pythons e per qualche settimana alla Liga de Voleibol Superior Masculino 2023, prima di essere svincolato dalla franchigia di San Sebastián.

### Nazionale
Fa parte delle selezioni giovanili portoricane, vincendo la medaglia d'argento al campionato nordamericano Under-19 2008 e il bronzo al campionato nordamericano Under-21 2010.
Nell'estate del 2011 debutta in nazionale portoricana, partecipando alla Coppa Panamericana ed alla World League. Nell'estate del 2015, durante una gara con la nazionale ai XVII Giochi panamericani, è vittima di un grave infortunio alla caviglia destra, che lo costringe ad operarsi ed a saltare la stagione 2015 con la sua franchigia, i Caribes de San Sebastián.
In seguito conquista la medaglia d'argento alla Coppa panamericana 2017 e quella d'oro ai XXIII Giochi centramericani e caraibici.

## Palmarès

### Club
- Campionato portoricano: 2

2018, 2019

### Nazionale (competizioni minori)
- Campionato nordamericano Under-19 2008
- Campionato nordamericano Under-21 2010
- Coppa panamericana 2017
- Giochi centramericani e caraibici 2018

### Premi individuali
- 2010 - Liga de Voleibol Superior Masculino: Miglior esordiente
- 2013 - Liga de Voleibol Superior Masculino: All-Star Team